# Bundestagswahlkreis Hanau
Der Wahlkreis Hanau (Wahlkreis 179, bis zur Bundestagswahl 2021 Wahlkreis 180) ist ein Bundestagswahlkreis in Hessen. Der Wahlkreis umfasst die Gemeinden Bruchköbel, Erlensee, Großkrotzenburg, Hammersbach, Hanau, Hasselroth, Langenselbold, Maintal, Neuberg, Nidderau, Niederdorfelden, Rodenbach, Ronneburg und Schöneck aus dem Main-Kinzig-Kreis.

## Wahlkreisgeschichte
| Wahl      | Wahlkreisname | Gebiet |
| --------- | ------------- | --- |
| 1949      | 14 Hanau      | Hanau, Landkreis Hanau, Landkreis Gelnhausen |
| 1953–1972 | 139 Hanau     | Hanau, Landkreis Hanau, Landkreis Gelnhausen |
| 1976      | 139 Hanau     | vom Main-Kinzig-Kreis die Gemeinden Bergen-Enkheim, Bad Orb, Biebergemünd, Bruchköbel, Erlensee, Flörsbachtal, Freigericht, Gelnhausen, Großkrotzenburg, Gründau, Hammersbach, Hanau, Hasselroth, Jossgrund, Langenselbold, Linsengericht, Maintal, Neuberg, Nidderau, Niederdorfelden, Rodenbach, Ronneburg, Schöneck und der Gutsbezirk Spessart |
| 1980–1998 | 137 Hanau     | vom Main-Kinzig-Kreis die Gemeinden Bad Orb, Biebergemünd, Bruchköbel, Erlensee, Flörsbachtal, Freigericht, Gelnhausen, Großkrotzenburg, Gründau, Hammersbach, Hanau, Hasselroth, Jossgrund, Langenselbold, Linsengericht, Maintal, Neuberg, Nidderau, Niederdorfelden, Rodenbach, Ronneburg, Schöneck und der Gutsbezirk Spessart                 |
| 2002–2005 | 181 Hanau     | vom Main-Kinzig-Kreis die Gemeinden Bad Orb, Biebergemünd, Bruchköbel, Erlensee, Flörsbachtal, Freigericht, Gelnhausen, Großkrotzenburg, Gründau, Hammersbach, Hanau, Hasselroth, Jossgrund, Langenselbold, Linsengericht, Maintal, Neuberg, Nidderau, Niederdorfelden, Rodenbach, Ronneburg, Schöneck und der Gutsbezirk Spessart                 |
| 2009      | 180 Hanau     | vom Main-Kinzig-Kreis die Gemeinden Bad Orb, Biebergemünd, Bruchköbel, Erlensee, Flörsbachtal, Freigericht, Gelnhausen, Großkrotzenburg, Gründau, Hammersbach, Hanau, Hasselroth, Jossgrund, Langenselbold, Linsengericht, Maintal, Neuberg, Nidderau, Niederdorfelden, Rodenbach, Ronneburg, Schöneck und der Gutsbezirk Spessart                 |
| seit 2013 | 180 Hanau     | vom Main-Kinzig-Kreis die Gemeinden Bruchköbel, Erlensee, Großkrotzenburg, Hammersbach, Hanau, Hasselroth, Langenselbold, Maintal, Neuberg, Nidderau, Niederdorfelden, Rodenbach, Ronneburg und Schöneck |

## Wahlkreisabgeordnete
| Wahl | Abgeordneter | Abgeordneter    | Partei | Stimmen in % |
| ---- | ------------ | --------------- | ------ | ------------ |
| 1949 |              | Jakob Altmaier  | SPD    |              |
| 1953 |              | Jakob Altmaier  | SPD    |              |
| 1957 |              | Jakob Altmaier  | SPD    |              |
| 1961 |              | Jakob Altmaier  | SPD    |              |
| 1965 |              | Gerhard Flämig  | SPD    |              |
| 1969 |              | Gerhard Flämig  | SPD    |              |
| 1972 |              | Gerhard Flämig  | SPD    |              |
| 1976 |              | Gerhard Flämig  | SPD    |              |
| 1980 |              | Bernd Reuter    | SPD    |              |
| 1983 |              | Richard Bayha   | CDU    |              |
| 1987 | 45,9         | Richard Bayha   | CDU    |              |
| 1990 | 44,2         | Richard Bayha   | CDU    |              |
| 1994 |              | Manfred Kanther | CDU    | 46,9         |
| 1998 |              | Bernd Reuter    | SPD    | 45,1         |
| 2002 |              | Sascha Raabe    | SPD    | 47,3         |
| 2005 | 43,2         | Sascha Raabe    | SPD    |              |
| 2009 |              | Peter Tauber    | CDU    | 39,4         |
| 2013 |              | Katja Leikert   | CDU    | 44,3         |
| 2017 | 35,3         | Katja Leikert   | CDU    |              |
| 2021 |              | Lennard Oehl    | SPD    | 31,1         |
| 2025 |              | Pascal Reddig   | CDU    | 32,0         |

## Wahlergebnisse

### Bundestagswahl 2025
| Kandidaten                                            | Kandidaten                 | Parteien/Listen     | Erststimmen | Erststimmen | Zweitstimmen | Zweitstimmen |
| Kandidaten                                            | Kandidaten                 | Parteien/Listen     | Stimmen     | %           | Stimmen      | %            |
| ----------------------------------------------------- | -------------------------- | ------------------- | ----------- | ----------- | ------------ | ------------ |
|                                                       | Jan Lennard Oehl           | SPD                 | 35.906      | 25,3        | 26.049       | 18,3         |
|                                                       | Pascal Reddiggewählt im WK | CDU                 | 45.346      | 32,0        | 40.878       | 28,7         |
|                                                       | Mahwish Iftikhar           | GRÜNE               | 12.134      | 8,6         | 15.482       | 10,9         |
|                                                       | Daniel Alexander Protzmann | FDP                 | 5.177       | 3,6         | 7.024        | 4,9          |
|                                                       | Dominik Karsten Asch       | AfD                 | 27.150      | 19,1        | 27.409       | 19,3         |
|                                                       | Matthias Okon              | Die Linke           | 10.745      | 7,6         | 12.169       | 8,6          |
|                                                       | Heiko Becker               | FREIE WÄHLER        | 3.340       | 2,4         | 1.715        | 1,2          |
|                                                       | —                          | Tierschutzpartei    | –           | –           | 2.071        | 1,5          |
|                                                       | —                          | Die PARTEI          | –           | –           | 733          | 0,5          |
|                                                       | Andrea Gittens             | Volt                | 2.101       | 1,5         | 1.211        | 0,9          |
|                                                       | —                          | PdH                 | –           | –           | 116          | 0,1          |
|                                                       | —                          | MLPD                | –           | –           | 45           | 0,0          |
|                                                       | —                          | BÜNDNIS DEUTSCHLAND | –           | –           | 236          | 0,2          |
|                                                       | —                          | BSW                 | –           | –           | 7.122        | 5,0          |
| Gesamt                                                | Gesamt                     | Gesamt              | 141.899     | 100         | 142.260      | 100          |
|                                                       |                            |                     |             |             |              |              |
| Ungültige Stimmen                                     | Ungültige Stimmen          | Ungültige Stimmen   | 1.530       | 1,1         | 1.169        | 0,8          |
| Wähler                                                | Wähler                     | Wähler              | 143.429     | 81,8        | 143.429      | 81,8         |
| Wahlberechtigte                                       | Wahlberechtigte            | Wahlberechtigte     | 175.243     |             | 175.243      |              |
|                                                       |                            |                     |             |             |              |              |
| Quellen: Die Bundeswahlleiterin, Kandidaten – Stimmen |                            |                     |             |             |              |              |

### Bundestagswahl 2021
Die Bundestagswahl 2021 fand am Sonntag, den 26. September 2021, statt. In Hessen hatten sich 25 Parteien mit ihrer Landesliste beworben. Die APPD wurde vom Bundeswahlausschuss nicht als Partei anerkannt. Die SGP wurde vom Landeswahlausschuss zurückgewiesen, da nicht die erforderlichen fünfhundert Unterschriften zur Unterstützung vorgelegt wurden. Somit bewerben sich 23 Parteien mit ihren Landeslisten in Hessen. Auf den Landeslisten kandidierten insgesamt 447 Bewerber, davon etwas mehr als ein Drittel (156) Frauen.
Zur Bundestagswahl 2021 traten folgende Kandidaten an:
| Direktkandidat  | Partei                   | Erststimmen in % | Zweitstimmen in % |
| --------------- | ------------------------ | ---------------- | ----------------- |
| Katja Leikert   | CDU                      | 27,8             | 22,5              |
| Lennard Oehl    | SPD                      | 31,1             | 27,6              |
| Erich Albrecht  | AfD                      | 10,3             | 10,2              |
| Henrik Statz    | FDP                      | 10,1             | 13,2              |
| Marcus Bocklet  | GRÜNE                    | 12,4             | 14,1              |
| Alexander Kuhne | DIE LINKE                | 3,4              | 3,8               |
| Christian Clauß | FREIE WÄHLER             | 2,6              | 1,7               |
| Ralf Haußels    | dieBasis                 | 1,5              | 1,2               |
| Peter Rehbein   | Einzelbewerber (REHBEIN) | 0,6              | –                 |

### Bundestagswahl 2017
Die Bundestagswahl 2017 fand am Sonntag, den 24. September 2017, statt. In Hessen bewarben sich 20 Parteien mit ihrer Landesliste. Die Allianz Deutscher Demokraten zog ihre Bewerbung zurück. Die Violetten wurde vom Landeswahlausschuss zurückgewiesen, da nicht die erforderlichen zweitausend Unterschriften zur Unterstützung vorgelegt wurden. Somit bewarben sich 18 Parteien mit ihren Landeslisten in Hessen. Auf den Landeslisten kandidierten insgesamt 353 Bewerber, davon nicht ganz ein Drittel (114) Frauen.
| Gegenstand der Nachweisung | Gegenstand der Nachweisung | Erst- stimmen | Erst- stimmen | Zweit- stimmen | Zweit- stimmen |
| Bewerber                   | Partei                     | Anzahl        | %             | Anzahl         | %              |
| -------------------------- | -------------------------- | ------------- | ------------- | -------------- | -------------- |
| Wahlberechtigte            | Wahlberechtigte            | 177.469       | 100           | 177.469        | 100            |
| Wähler                     | Wähler                     | 134.207       | 75,6          | 134.207        | 75,6           |
| Ungültige Stimmen          | Ungültige Stimmen          | 2.148         | 1,6           | 1.887          | 1,4            |
| Gültige Stimmen            | Gültige Stimmen            | 132.059       | 98,4          | 132.320        | 98,6           |
| davon                      |                            |               |               |                |                |
| Katja Leikert              | CDU                        | 46.656        | 35,3          | 39.125         | 29,6           |
| Sascha Markus Raabe        | SPD                        | 40.185        | 30,4          | 31.150         | 23,5           |
| Anja Katharina Zeller      | GRÜNE                      | 8.054         | 6,1           | 11.344         | 8,6            |
| Tobias Huth                | DIE LINKE                  | 7.716         | 5,8           | 10.007         | 7,6            |
| Jonny Nedog                | AfD                        | 16.909        | 12,8          | 18.625         | 14,1           |
| Ralf-Rainer Piesold        | FDP                        | 8.417         | 6,4           | 15.185         | 11,5           |
|                            | PIRATEN                    | -             | -             | 568            | 0,4            |
| Duancon Bohnert            | NPD                        | 539           | 0,4           | 636            | 0,5            |
| Bodo Delhey                | FREIE WÄHLER               | 1.678         | 1,3           | 1.024          | 0,8            |
| Gregor Wilkenloh           | Die PARTEI                 | 1.905         | 1,4           | 1.237          | 0,9            |
|                            | Büso                       | -             | -             | 32             | 0              |
|                            | MLPD                       | -             | -             | 58             | 0              |
|                            | BGE                        | -             | -             | 232            | 0,2            |
|                            | DKP                        | -             | -             | 72             | 0,1            |
|                            | DM                         | -             | -             | 515            | 0,4            |
|                            | ÖDP                        | -             | -             | 239            | 0,2            |
|                            | Tierschutzpartei           | -             | -             | 2.007          | 1,5            |
|                            | V-Partei³                  | -             | -             | 264            | 0,2            |

### Bundestagswahl 2013
Die Bundestagswahl 2013 fand am Sonntag, dem 22. September 2013, zusammen mit der Landtagswahl in Hessen 2013, statt. In Hessen haben sich 16 Parteien um einen Listenplatz beworben. Die ÖDP hat ihre Liste zurückgezogen. Somit stehen 15 Parteien landesweit zur Wahl.
Die zugelassenen Landeslisten sind in der Reihenfolge aufgelistet, wie sie auf dem Stimmzettel aufgeführt werden.
| Direktkandidat                      | Partei                         | Erststimmen in % | Zweitstimmen in % |
| ----------------------------------- | ------------------------------ | ---------------- | ----------------- |
| Katja Leikert                       | CDU                            | 44,3             | 39,2              |
| Sascha Raabe                        | SPD                            | 36,4             | 28,6              |
| Anke Kerstin Pfeil                  | FDP                            | 2,5              | 5,3               |
| Angelika Eleonore Wilhelmine Gunkel | GRÜNE                          | 5,8              | 9,0               |
| Sabine Ingeborg Leidig              | Die Linke                      | 5,7              | 6,1               |
| Kai Alexander Lanio                 | Piratenpartei                  | 2,4              | 2,0               |
| Bernd Hilpert                       | NPD                            | 2,1              | 1,5               |
| –                                   | REP                            | –                | 0,6               |
| –                                   | BüSo                           | –                | 0,1               |
| –                                   | MLPD                           | –                | 0                 |
| –                                   | AfD                            | –                | 5,9               |
| –                                   | Bürgerbewegung pro Deutschland | –                | 0,2               |
| –                                   | Freie Wähler                   | –                | 0,7               |
| Benedikt Manfred Polzer             | Die PARTEI                     | 0,8              | 0,7               |
| –                                   | PSG                            | –                | 0,1               |

### Bundestagswahl 2009
Die Bundestagswahl 2009 hatte folgendes Ergebnis:
| Direktkandidat       | Partei           | Erststimmen in % | Zweitstimmen in % | Bundestagswahl 2005 Zweitstimmen in % |
| -------------------- | ---------------- | ---------------- | ----------------- | ------------------------------------- |
| Sascha Raabe         | SPD              | 34,0             | 24,1              | 34,4                                  |
| Peter Tauber         | CDU              | 39,4             | 32,6              | 35,1                                  |
| Reiner Bousonville   | GRÜNE            | 6,6              | 11,1              | 9,1                                   |
| Conrad Buchholz      | FDP              | 8,9              | 17,4              | 11,7                                  |
| Werner Dreibus       | LINKE            | 6,9              | 8,7               | 5,5                                   |
| Bert-Rüdiger Förster | REP              | 1,0              | 1,0               | 1,2                                   |
| Margitta Marcian     | Tierschutzpartei | 1,9              | 1,5               | 1,1                                   |
| Daniel Knebel        | NPD              | 1,3              | 1,3               | 1,3                                   |
| —                    | PIRATEN          | —                | 2,2               | —                                     |
| —                    | BüSo             | —                | 0,1               | 0,1                                   |
| —                    | MLPD             | —                | 0,0               | 0,0                                   |
| —                    | DVU              | —                | 0,1               | —                                     |

Sascha Raabe (SPD) und Werner Dreibus (LINKE) sind über die jeweiligen Landeslisten in den Bundestag eingezogen.

### Bundestagswahl 2005
| Gegenstand der Nachweisung | Gegenstand der Nachweisung | Erst- stimmen | Erst- stimmen | Zweit- stimmen | Zweit- stimmen |
| Bewerber                   | Partei                     | Anzahl        | %             | Anzahl         | %              |
| -------------------------- | -------------------------- | ------------- | ------------- | -------------- | -------------- |
| Wahlberechtigte            | Wahlberechtigte            | 239.412       | 100,0         | 239.412        | 100,0          |
| Wähler                     | Wähler                     | 188.752       | 78,8          | 188.752        | 78,8           |
| Ungültige Stimmen          | Ungültige Stimmen          | 4.642         | 2,5           | 4.456          | 2,4            |
| Gültige Stimmen            | Gültige Stimmen            | 184.110       | 100,0         | 184.296        | 100,0          |
| davon                      |                            |               |               |                |                |
| Sascha Raabe               | SPD                        | 79.621        | 43,2          | 63.392         | 34,4           |
| Heiko Kasseckert           | CDU                        | 77.996        | 42,4          | 64.688         | 35,1           |
| Reiner Bousonville         | GRÜNE                      | 6.938         | 3,8           | 16.816         | 9,1            |
| Thomas Schäfer             | FDP                        | 7.767         | 4,2           | 21.477         | 11,7           |
| Ferdinand Hareter          | Die Linke.                 | 8.420         | 4,6           | 10.063         | 5,5            |
|                            | REP                        | –             | –             | 2.139          | 1,2            |
|                            | Die Tierschutzpartei       | –             | –             | 1.995          | 1,1            |
| Ralph Böhm                 | NPD                        | 3.368         | 1,8           | 2.378          | 1,3            |
|                            | GRAUE                      | –             | –             | 910            | 0,5            |
|                            | BüSo                       | –             | –             | 200            | 0,1            |
|                            | MLPD                       | –             | –             | 61             | 0,0            |
|                            | PSG                        | –             | –             | 177            | 0,1            |

### Bundestagswahl 2002
| Gegenstand der Nachweisung | Gegenstand der Nachweisung | Erst- stimmen | Erst- stimmen | Zweit- stimmen | Zweit- stimmen |
| Bewerber                   | Partei                     | Anzahl        | %             | Anzahl         | %              |
| -------------------------- | -------------------------- | ------------- | ------------- | -------------- | -------------- |
| Wahlberechtigte            | Wahlberechtigte            | 237.956       | 100,0         | 237.956        | 100,0          |
| Wähler                     | Wähler                     | 191.145       | 80,3          | 191.145        | 80,3           |
| Ungültige Stimmen          | Ungültige Stimmen          | 3.845         | 2,0           | 3.984          | 2,1            |
| Gültige Stimmen            | Gültige Stimmen            | 187.300       | 100,0         | 187.161        | 100,0          |
| davon                      |                            |               |               |                |                |
| Sascha Raabe               | SPD                        | 88.523        | 47,3          | 74.243         | 39,7           |
| Harald Hormel              | CDU                        | 74.705        | 39,9          | 71.402         | 38,2           |
| Günther Hantel             | GRÜNE                      | 8.791         | 4,7           | 17.528         | 9,4            |
| Thomas Schäfer             | FDP                        | 9.660         | 5,2           | 15.460         | 8,3            |
| Bert-Rüdiger Förster       | REP                        | 3.651         | 1,9           | 2.261          | 1,2            |
| Günter Desch               | PDS                        | 1.970         | 1,1           | 2.370          | 1,3            |
|                            | Die Tierschutzpartei       | –             | –             | 1.300          | 0,7            |
|                            | NPD                        | –             | –             | 417            | 0,2            |
|                            | GRAUE                      | –             | –             | 335            | 0,2            |
|                            | PBC                        | –             | –             | 244            | 0,1            |
|                            | CM                         | –             | –             | 148            | 0,1            |
|                            | ödp                        | –             | –             | 137            | 0,1            |
|                            | BüSo                       | –             | –             | 70             | 0,0            |
|                            | Schill                     | –             | –             | 1.246          | 0,7            |

### Bundestagswahl 1998
| Gegenstand der Nachweisung | Gegenstand der Nachweisung | Erst- stimmen | Erst- stimmen | Zweit- stimmen | Zweit- stimmen |
| Bewerber                   | Partei                     | Anzahl        | %             | Anzahl         | %              |
| -------------------------- | -------------------------- | ------------- | ------------- | -------------- | -------------- |
| Wahlberechtigte            | Wahlberechtigte            | 234.273       | 100,0         | 234.273        | 100,0          |
| Wähler                     | Wähler                     | 196.848       | 84,0          | 196.848        | 84,0           |
| Ungültige Stimmen          | Ungültige Stimmen          | 3.514         | 1,8           | 3.161          | 1,6            |
| Gültige Stimmen            | Gültige Stimmen            | 193.334       | 100,0         | 193.687        | 100,0          |
| davon                      |                            |               |               |                |                |
| Manfred Kanther            | CDU                        | 83.397        | 43,1          | 68.467         | 35,3           |
| Bernd Reuter               | SPD                        | 87.143        | 45,1          | 78.691         | 40,6           |
| Elmar Diez                 | GRÜNE                      | 9.060         | 4,7           | 14.769         | 7,6            |
| Thomas Schäfer             | FDP                        | 4.554         | 2,4           | 14.516         | 7,5            |
| Petra Nitsche              | PDS                        | 2.751         | 1,4           | 3.039          | 1,6            |
|                            | APPD                       | –             | –             | 166            | 0,1            |
|                            | BüSo                       | –             | –             | 86             | 0,0            |
|                            | BFB – Die Offensive        | –             | –             | 436            | 0,2            |
|                            | Chance 2000                | –             | –             | 226            | 0,1            |
|                            | CM                         | –             | –             | 154            | 0,1            |
|                            | DVU                        | –             | –             | 2.906          | 1,5            |
|                            | GRAUE                      | –             | –             | 469            | 0,2            |
| Hans Burkhard              | REP                        | 6.429         | 3,3           | 6.523          | 3,4            |
|                            | DIE FRAUEN                 | –             | –             | 279            | 0,1            |
|                            | Pro DM                     | –             | –             | 1.279          | 0,7            |
|                            | Die Tierschutzpartei       | –             | –             | 833            | 0,4            |
|                            | NPD                        | –             | –             | 277            | 0,1            |
|                            | NATURGESETZ                | –             | –             | 136            | 0,1            |
|                            | ödp                        | –             | –             | 119            | 0,1            |
|                            | PBC                        | –             | –             | 274            | 0,1            |
|                            | PSG                        | –             | –             | 42             | 0,0            |

### Bundestagswahl 1994
| Gegenstand der Nachweisung | Gegenstand der Nachweisung | Erst- stimmen | Erst- stimmen | Zweit- stimmen | Zweit- stimmen |
| Bewerber                   | Partei                     | Anzahl        | %             | Anzahl         | %              |
| -------------------------- | -------------------------- | ------------- | ------------- | -------------- | -------------- |
| Wahlberechtigte            | Wahlberechtigte            | 233.120       | 100,0         | 233.120        | 100,0          |
| Wähler                     | Wähler                     | 190.236       | 81,6          | 190.236        | 81,6           |
| Ungültige Stimmen          | Ungültige Stimmen          | 2.908         | 1,5           | 2.571          | 1,4            |
| Gültige Stimmen            | Gültige Stimmen            | 187.328       | 100,0         | 187.665        | 100,0          |
| davon                      |                            |               |               |                |                |
| Manfred Kanther            | CDU                        | 87.945        | 46,9          | 78.668         | 41,9           |
| Bernd Reuter               | SPD                        | 74.266        | 39,6          | 66.772         | 35,6           |
| Horst Weinrebe             | F.D.P.                     | 5.050         | 2,7           | 14.750         | 7,9            |
| Matthias Zach              | GRÜNE                      | 12.938        | 6,9           | 17.019         | 9,1            |
| Hans Burkhard              | REP                        | 5.528         | 3,0           | 5.776          | 3,1            |
| Wilfried Metsch            | PDS                        | 1.601         | 0,9           | 2.121          | 1,1            |
|                            | Solidarität                | –             | –             | 121            | 0,1            |
|                            | DIE GRAUEN                 | –             | –             | 1.061          | 0,6            |
|                            | NATURGESETZ                | –             | –             | 592            | 0,3            |
|                            | MLPD                       | –             | –             | 25             | 0,0            |
|                            | ÖDP                        | –             | –             | 441            | 0,2            |
|                            | PBC                        | –             | –             | 319            | 0,2            |

### Bundestagswahl 1990
| Gegenstand der Nachweisung | Gegenstand der Nachweisung | Erst- stimmen | Erst- stimmen | Zweit- stimmen | Zweit- stimmen |
| Bewerber                   | Partei                     | Anzahl        | %             | Anzahl         | %              |
| -------------------------- | -------------------------- | ------------- | ------------- | -------------- | -------------- |
| Wahlberechtigte            | Wahlberechtigte            | 228.938       | 100,0         | 228.938        | 100,0          |
| Wähler                     | Wähler                     | 184.529       | 80,6          | 184.529        | 80,6           |
| Ungültige Stimmen          | Ungültige Stimmen          | 2.231         | 1,2           | 1.995          | 1,1            |
| Gültige Stimmen            | Gültige Stimmen            | 182.298       | 100,0         | 182.534        | 100,0          |
| davon                      |                            |               |               |                |                |
| Richard Bayha              | CDU                        | 80.512        | 44,2          | 77.588         | 42,5           |
| Bernd Reuter               | SPD                        | 73.658        | 40,4          | 68.273         | 37,4           |
| Horst Gunkel               | GRÜNE                      | 9.772         | 5,4           | 9.217          | 5,0            |
| Thomas Koch                | F.D.P.                     | 11.193        | 6,1           | 18.592         | 10,2           |
|                            | DIE GRAUEN                 | –             | –             | 1.487          | 0,8            |
| Gerhard Jäger              | REP                        | 4.575         | 2,5           | 4.530          | 2,5            |
| Dieter Fuhrmann            | NPD                        | 1.535         | 0,8           | 1.414          | 0,8            |
| Rolf-Dewet Klar            | ÖDP                        | 1.053         | 0,6           | 775            | 0,4            |
|                            | PDS                        | –             | –             | 658            | 0,4            |

### Bundestagswahl 1987
| Gegenstand der Nachweisung | Gegenstand der Nachweisung | Erst- stimmen | Erst- stimmen | Zweit- stimmen | Zweit- stimmen |
| Bewerber                   | Partei                     | Anzahl        | %             | Anzahl         | %              |
| -------------------------- | -------------------------- | ------------- | ------------- | -------------- | -------------- |
| Wahlberechtigte            | Wahlberechtigte            | 222.289       | 100,0         | 222.289        | 100,0          |
| Wähler                     | Wähler                     | 190.218       | 85,6          | 190.218        | 85,6           |
| Ungültige Stimmen          | Ungültige Stimmen          | 2.589         | 1,4           | 2.570          | 1,4            |
| Gültige Stimmen            | Gültige Stimmen            | 187.629       | 100,0         | 187.648        | 100,0          |
| davon                      |                            |               |               |                |                |
| Richard Bayha              | CDU                        | 86.122        | 45,9          | 81.488         | 43,4           |
| Bernd Reuter               | SPD                        | 76.008        | 40,5          | 70.771         | 37,7           |
| Dirk Pfeil                 | F.D.P.                     | 8.007         | 4,3           | 15.414         | 8,2            |
| Helmut Reiser              | GRÜNE                      | 14.267        | 7,6           | 16.943         | 9,0            |
|                            | FRAUEN                     | –             | –             | 597            | 0,3            |
|                            | MLPD                       | –             | –             | 54             | 0,0            |
| Ernst August Müller        | NPD                        | 1.795         | 1,0           | 1.694          | 0,9            |
|                            | ÖDP                        | –             | –             | 493            | 0,3            |
| Reimar Hau                 | Patrioten                  | 238           | 0,1           | 194            | 0,1            |
| Reinhard Heck              | FRIEDEN                    | 1.192         | 0,6           | –              | –              |

### Bundestagswahl 1980
| Gegenstand der Nachweisung | Gegenstand der Nachweisung | Erst- stimmen | Erst- stimmen | Zweit- stimmen | Zweit- stimmen |
| Bewerber                   | Partei                     | Anzahl        | %             | Anzahl         | %              |
| -------------------------- | -------------------------- | ------------- | ------------- | -------------- | -------------- |
| Wahlberechtigte            | Wahlberechtigte            | 211.116       | 100,0         | 211.116        | 100,0          |
| Wähler                     | Wähler                     | 190.406       | 90,2          | 190.406        | 90,2           |
| Ungültige Stimmen          | Ungültige Stimmen          | 1.445         | 0,8           | 1.366          | 0,7            |
| Gültige Stimmen            | Gültige Stimmen            | 188.961       | 100,0         | 189.040        | 100,0          |
| davon                      |                            |               |               |                |                |
| Bernd Reuter               | SPD                        | 92.817        | 49,1          | 88.565         | 46,8           |
| Richard Bayha              | CDU                        | 79.341        | 42,0          | 77.058         | 40,8           |
| Dirk Pfeil                 | F.D.P.                     | 12.065        | 6,4           | 19.110         | 10,1           |
| Josef Mayer                | DKP                        | 767           | 0,4           | 637            | 0,3            |
| Wolfgang Holland           | GRÜNE                      | 3.691         | 2,0           | 3.050          | 1,6            |
| Volker Haßmann             | EAP                        | 90            | 0,0           | 70             | 0,0            |
| Dieter Skambraks           | KBW                        | 93            | 0,0           | 70             | 0,0            |
|                            | NPD                        | –             | –             | 406            | 0,2            |
| Bernd Götz                 | V                          | 97            | 0,1           | 74             | 0,0            |

### Bundestagswahl 1976
| Gegenstand der Nachweisung | Gegenstand der Nachweisung | Erst- stimmen | Erst- stimmen | Zweit- stimmen | Zweit- stimmen |
| Bewerber                   | Partei                     | Anzahl        | %             | Anzahl         | %              |
| -------------------------- | -------------------------- | ------------- | ------------- | -------------- | -------------- |
| Wahlberechtigte            | Wahlberechtigte            | 211.626       | 100,0         | 211.626        | 100,0          |
| Wähler                     | Wähler                     | 194.587       | 91,9          | 194.587        | 91,9           |
| Ungültige Stimmen          | Ungültige Stimmen          | 1.837         | 0,9           | 1.717          | 0,9            |
| Gültige Stimmen            | Gültige Stimmen            | 192.750       | 100,0         | 192.870        | 100,0          |
| davon                      |                            |               |               |                |                |
| Gerhard Flämig             | SPD                        | 90.980        | 47,2          | 88.766         | 46,0           |
| Richard Bayha              | CDU                        | 87.417        | 45,4          | 86.375         | 44,8           |
| Werner Dausien             | F.D.P.                     | 11.983        | 6,2           | 15.535         | 8,1            |
|                            | AUD                        | –             | –             | 105            | 0,1            |
|                            | AVP                        | –             | –             | 35             | 0,0            |
| Josef Mayer                | DKP                        | 1.604         | 0,8           | 1.106          | 0,6            |
|                            | EAP                        | –             | –             | 51             | 0,0            |
|                            | KPD                        | –             | –             | 128            | 0,1            |
|                            | KBW                        | –             | –             | 127            | 0,1            |
| Heinz Stuke                | NPD                        | 766           | 0,4           | 642            | 0,3            |

### Bundestagswahl 1969
| Gegenstand der Nachweisung | Gegenstand der Nachweisung | Erst- stimmen | Erst- stimmen | Zweit- stimmen | Zweit- stimmen |
| Bewerber                   | Partei                     | Anzahl        | %             | Anzahl         | %              |
| -------------------------- | -------------------------- | ------------- | ------------- | -------------- | -------------- |
| Wahlberechtigte            | Wahlberechtigte            | 182.137       | 100,0         | 182.137        | 100,0          |
| Wähler                     | Wähler                     | 162.678       | 89,3          | 162.678        | 89,3           |
| Ungültige Stimmen          | Ungültige Stimmen          | 2.237         | 1,4           | 3.109          | 1,9            |
| Gültige Stimmen            | Gültige Stimmen            | 160.441       | 100,0         | 159.569        | 100,0          |
| davon                      |                            |               |               |                |                |
| Gerhard Flämig             | SPD                        | 82.750        | 51,6          | 78.083         | 48,9           |
| Dieter Hussing             | CDU                        | 60.980        | 38,0          | 60.598         | 38,0           |
| Peter Jochen Kruse         | FDP                        | 7.246         | 4,5           | 9.688          | 6,1            |
| Harry Winter               | ADF                        | 2.263         | 1,4           | 2.242          | 1,4            |
|                            | EP                         | –             | –             | 303            | 0,2            |
|                            | GPD                        | –             | –             | 815            | 0,5            |
| Dieter Fuhrmann            | NPD                        | 7.202         | 4,5           | 7.840          | 4,9            |

### Bundestagswahl 1949
|                   | Partei            | Anzahl  | %     |
| ----------------- | ----------------- | ------- | ----- |
| Wahlberechtigte   | Wahlberechtigte   | 126.891 | 100,0 |
| Wähler            | Wähler            | 107.912 | 85,0  |
| Ungültige Stimmen | Ungültige Stimmen | 8.758   | 8,1   |
| Gültige Stimmen   | Gültige Stimmen   | 99.154  | 100,0 |
| davon             |                   |         |       |
| Jakob Altmaier    | SPD               | 31.637  | 31,9  |
|                   | CDU               | 23.751  | 24,0  |
|                   | FDP               | 16.937  | 17,1  |
|                   | KPD               | 13.688  | 13,8  |
|                   | Parteilose        | 13.141  | 13,3  |